# Historia de la escarapela de Argentina

Escarapela de Argentina.

La Escarapela de la Argentina es uno de los distintivos nacionales de la Argentina que fue instituida por un decreto del Primer Triunvirato Argentino el 18 de febrero de 1812.
El origen de los colores de la escarapela y las razones por las que fueron elegidos para simbolizar a la patria no pueden establecerse con precisión. Una vez oficializada la escarapela, también la bandera de la Argentina utilizó sus colores  celeste y blanco.

## Versión de origen en el escudo de Buenos Aires

Escudo de la Ciudad de Buenos Aires.

Según un estudio realizado por el psicólogo Alberto Perazzo, fundador de la Asociación Argentina de Vexilología, los colores azul-celeste y blanco derivarían del escudo de la Ciudad de Buenos Aires creado por el gobernador Jacinto de Lariz en 1649. Este escudo figuraba en la fachada del Consulado de Buenos Aires (creado en 1794), en el que Manuel Belgrano trabajaba. El escudo es de forma ovalada y está dividido su campo en dos semióvalos, el superior de color celeste representando el cielo y el inferior esmaltado en plata, simbolizando el Río de la Plata, al plasmarse en tela, el plateado se volvió blanco.
El color celeste del cielo es el color del manto de la Inmaculada Concepción, así como también era combinado con el blanco, el color de la casa de Borbón, específicamente de la Orden de Carlos III

## Versión del origen en las Invasiones Inglesas
Una versión afirma que los colores blanco y celeste fueron adoptados por primera vez durante las Invasiones Inglesas (1806 y 1807) por los patricios, el principal cuerpo de milicia urbana del Virreinato del Río de la Plata y que luego empezaron a popularizarse entre los porteños. Se afirma también que otros cuerpos milicianos criollos, como los Húsares de Pueyrredón, habrían utilizado escarapelas con los colores azul-celeste y blanco, pero no existen constancias documentales al respecto. La bandera del Cuerpo de Patricios correspondía a la prescripta para cuerpos de milicias: blanca con la Cruz de Borgoña y el escudo celeste y blanco de Buenos Aires en los extremos de las aspas. El uniforme era de casaca azul y pantalón blanco, y se afirma que su sombrero llevaba un botón rojo con un penacho de pluma celeste y blanca. Esta versión se desacredita por no aparecer en las Memorias de Saavedra, jefe del cuerpo, quien destacó ampliamente la participación de los patricios en la revolución. Resulta también desacreditada por el hecho de que los adversarios de Saavedra adoptaron esos colores para distinguirse, por lo que otros autores creen que el penacho era blanco.
Se afirma también que la escarapela argentina fue utilizada por primera vez por un grupo de damas de Buenos Aires al presentarse a una entrevista con el entonces coronel Cornelio Saavedra, jefe del Cuerpo de Patricios, el 19 de mayo de 1810.

## Los chisperos
La tradición considera que la escarapela argentina surgió, por lo menos, entre los días 22 y 25 de mayo de 1810. En esas fechas de la Revolución de Mayo, los patriotas llamados "chisperos" (apodo despectivo puesto por los realistas que querían seguir subordinados a España), cuyos jefes más notorios eran Domingo French y Antonio Luis Beruti, repartían cintas (cintillos) entre los adherentes a la revolución. No se sabe exactamente qué colores tenían tales cintas, hay quienes suponen que eran rojas; blancas con la figura del rey depuesto; o celestes y blancas; otros dicen que eran rojo, blanco y azul claro, al parecer porque se inspiraban en los colores de la Revolución francesa. La versión más sostenida señala que French y Beruti repartieron el 22 de mayo en la plaza de la Victoria cintas blancas con una estampa de Fernando VII, y el 25 de mayo le añadieron una cinta roja.
Un manuscrito anónimo que cita el historiador Marfany expresa que el lunes 21 de mayo de 1810, los patriotas se identificaban con cintillos blancos en sus casacas y sombreros. En sus Memorias Curiosas Juan Manuel Beruti comenta el uso de un cintillo blanco en la casaca y en el sombrero una escarapela encarnada acompañada con un ramo de olivo a modo de penacho. 
Una misiva atribuida a Ramón Manuel de Pazos dice que el 21 de mayo de 1810 Domingo French y Antonio Luis Beruti repartían tales cintas blancas como signo de paz y unión entre los patriotas y los partidarios de España pero que ante la hostilidad de los segundos, el 25 de mayo comenzaron a repartirse cintas rojas como signo "jacobino", ambos colores fueron entonces los adoptados por el cabildo de Tarija al sumarse a la Revolución de Mayo. 
Bartolomé Mitre atribuyó a French la idea de repartir cintas blancas y celestes:

Al mismo tiempo que en las galerías altas de la Casa Capitular se celebraba la sesión del Cabildo, una escena más animada se realizaba en la Plaza. Como la reunión se engrosara por momentos y fuese necesario darle una organización, imaginó French la adopción de un distintivo para los patriotas. Entró en una de las tiendas de La Recoba y tomó varias piezas de cintas blancas y celestes, colores popularizados por los patricios en sus uniformes desde las invasiones inglesas, y que había adoptado el pueblo como divisa de partido en los días anteriores. Apostando en seguida piquetes en las avenidas de la Plaza, los armó de tijeras y de cintas blancas y celestes, con orden de no dejar penetrar sino á los patriotas, y de hacerles poner el distintivo. Beruti fue el primero que enarboló en su sombrero los colores patrios que muy luego iban á recorrer triunfantes toda la América del Sur. Instantáneamente se vió toda la reunión popular con cintas celestes y blancas pendientes del pecho ó del sombrero. Tal fue el origen de los colores de la bandera argentina, cuya memoria se ha salvado por la tradición oral. Más tarde veremos á Belgrano ser el primero que enarbole esa bandera y el primero que la afirme con una victoria.

Una comisión oficial nombrada en 1933 concluyó que Mitre atribuyó a French la creación de la escarapela por haber recogido el testimonio de uno de los chisperos, quien no le habría mencionado que esos colores ya estaban siendo utilizados por partidarios de la revolución.
Cornelio Saavedra en sus Memorias Póstumas publicadas en la Gazeta Mercantil entre el 30 de marzo y el 28 de abril de 1830, refirió sobre el 20 de mayo:

La Plaza de la Victoria estaba toda llena de gente, y se adornaban ya con la divisa en el sombrero de una cinta azul y otra blanca, con el primor que en todo aquel conjunto de Pueblo no se vió el más ligero desorden.

## Versión del origen borbónico

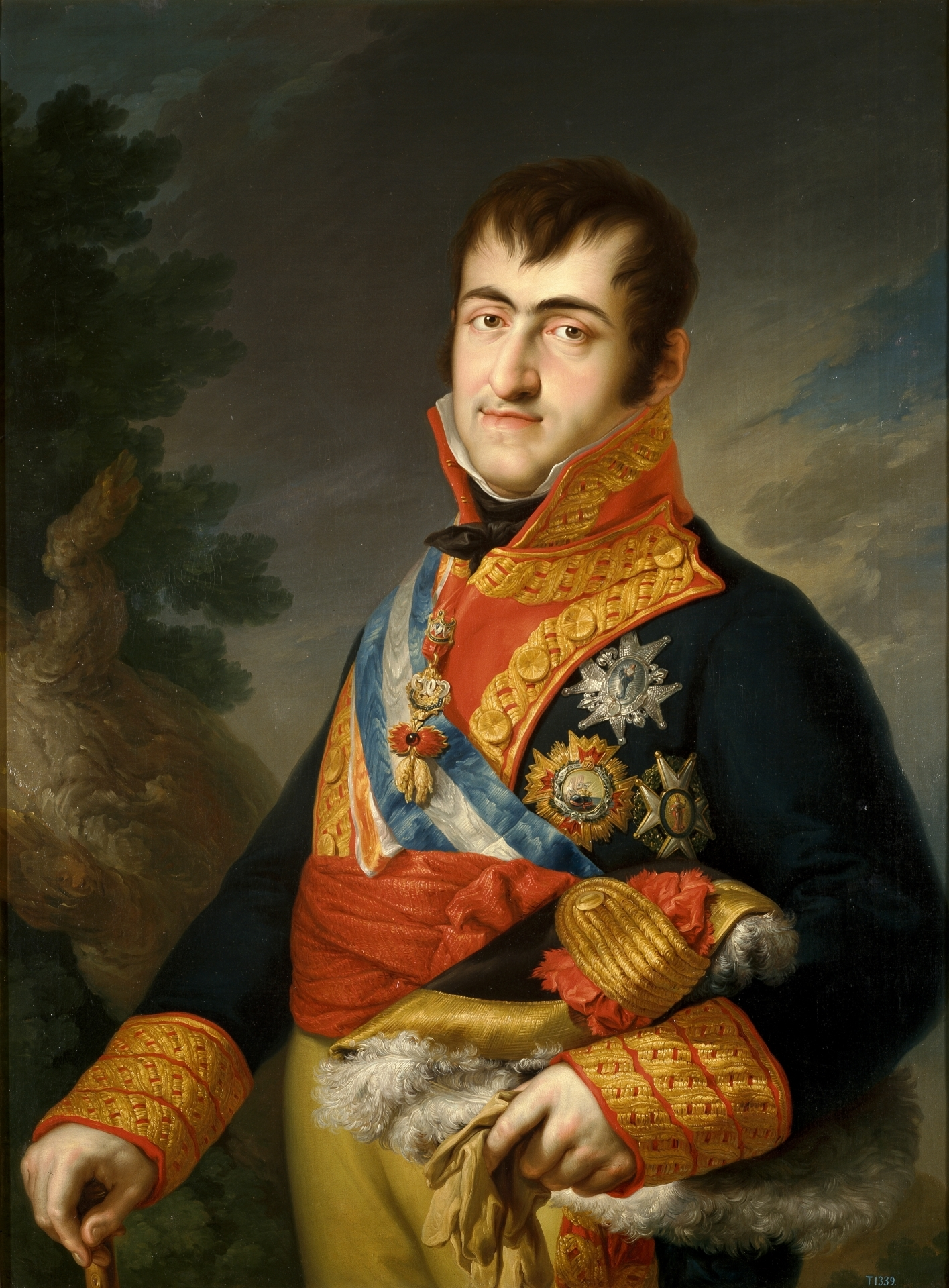
Retrato de Fernando VII con uniforme de capitán general, por Vicente López Portaña (c. 1814-1815). Óleo sobre lienzo, 107,5 x 82,5 cm Museo del Prado (Madrid).

Una versión sostiene que los colores de las cintas celestes y blancas, empleadas para distinguir a los partidarios del primer gobierno argentino, provenían de los colores de la Casa de Borbón en España, a la cual pertenecía el rey Fernando VII. Esta versión tiene en cuenta que algunos sectores que apoyaban la creación de la Primera Junta, lo hacían como una forma de gobernar en nombre del rey depuesto y así intentaban alejar cualquier sospecha de conspiración antimonárquica y profrancesa. Mediante los colores celeste y blanco, los patriotas querrían expresar que eran partidarios de la monarquía y no del liberalismo republicano francés y que además eran leales al rey Fernando VII, entonces prisionero de Napoleón Bonaparte en la ciudad francesa de Bayona.   
Una pintura de Fernando VII hecha por Francisco de Goya lo muestra con una banda celeste, blanca y celeste. El actual rey de España, Juan Carlos de Borbón, aún utiliza en las ceremonias oficiales una banda celeste y blanca. 
Según otra tesis, el blanco identificaba a la monarquía absoluta europea de origen divino, y el azul, la libertad de pensamiento y de expresión, fundamento de la libertad política defendida por el liberalismo francés. De modo que el celeste -resultado de la fusión del azul y el blanco- expresaba la idea de conciliar ambas ideologías. Esta idea fue sostenida por muchos de los patriotas que participaron en la Revolución de mayo de 1810. Sólo una minoría, cuyo representante más conocido era Mariano Moreno, era decididamente republicana y jacobina. Belgrano era uno de los más fervientes defensores de establecer una monarquía parlamentaria americana. Las escarapelas eran entregadas a quienes se consideraban aliados o fieles a la revolución y se utilizaban como distintivo para no ser atacados por las tropas de los chisperos en caso de disturbios.
El presidente Domingo Faustino Sarmiento en un discurso pronunciado al inaugurar el 24 de septiembre de 1873 una estatua de Belgrano opinó que:

Las fajas celestes y blancas son el símbolo de la soberanía de los reyes españoles sobre los dominios, no de España sino de la Corona, que se extendían a Flandes, a Nápoles, a las Indias; y de esa banda real hicieron nuestros padres divisa y escarapela, el 25 de Mayo, para mostrar que del pecho de un rey cautivo tomábamos nuestra propia Soberanía como pueblo, que no dependió del Consejo de Castilla, ni de ahí en adelante dependería del disuelto Consejo de Indias.

## La escarapela de Moldes
El subdelegado de la Real Hacienda y comandante de armas de la ciudad de Mendoza, el realista Faustino Ansay, refirió en sus Memorias escritas en 1822 que cuando Manuel Corvalán llegó a Mendoza el 6 de junio de 1810 con la comunicación de la instalación de la Primera Junta, llevaba una escarapela azul y blanca. Refirió también Ansay que los partidarios locales de la Junta usaron cintas blancas en sus vestimentas.

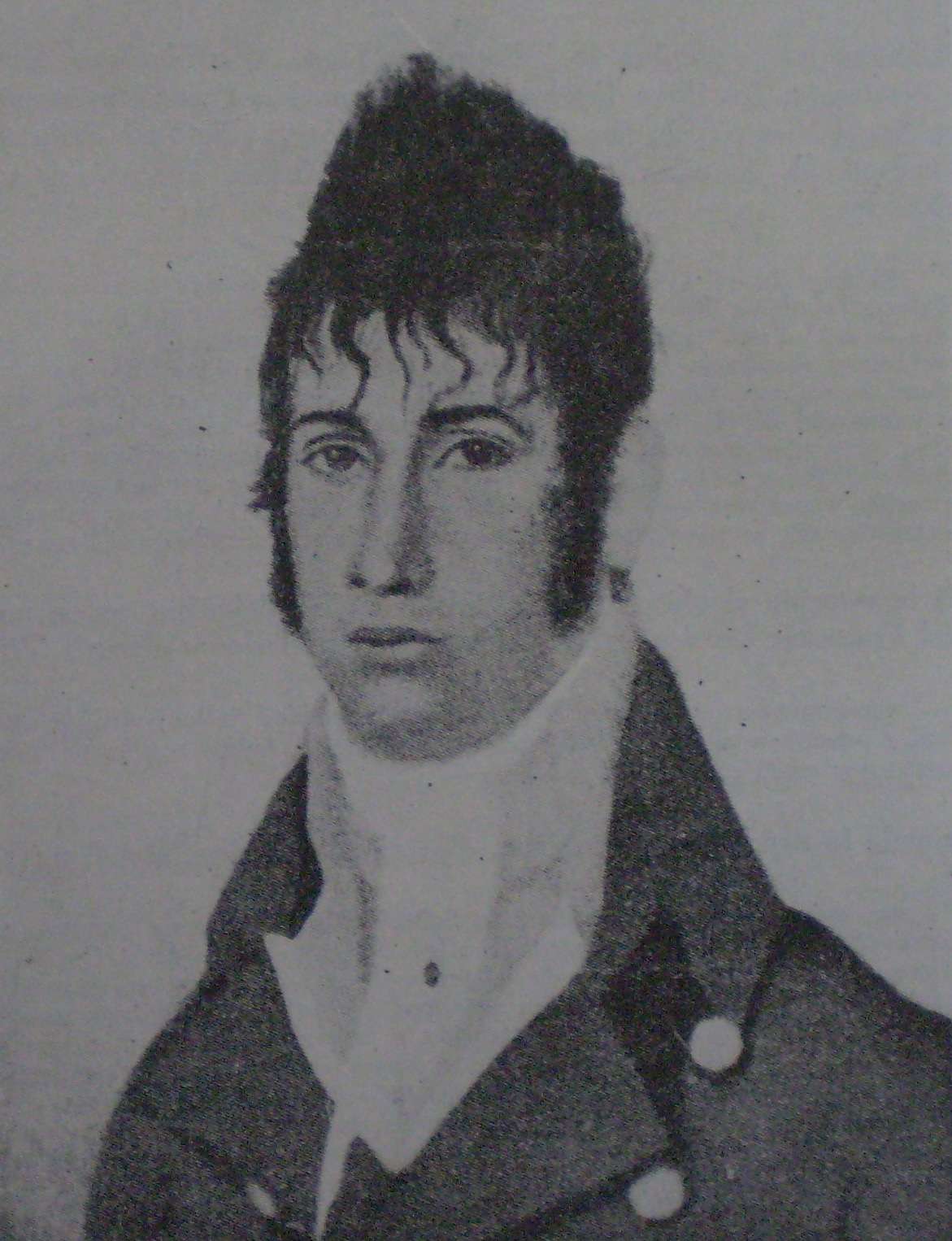
José Moldes revolucionario independentista americano.

Escarapelas rioplatenses usadas entre 1807 y 1812.

La primera escarapela celeste y blanca fue elaborada hacia fines de 1810 por José Moldes, un partidario de la ruptura total con España, quien en agosto de 1810 llegó a Mendoza nombrado como teniente gobernador por la Junta bonaerense. Moldes formó dos compañías de alabarderos veteranos a los que distinguió con esa escarapela. Pidió la aprobación del gobierno el 31 de diciembre de 1810, pero la Junta Grande no llegó a tratar el tema:

A estas dos compañías he puesto escarapela nacional, que he formado con alusión al sur, celeste, y las puntas blancas por las manchas que tiene este celaje que ya vemos despejado.
Oficio de Moldes a la Junta

## La Sociedad Patriótica
Al crearse la morenista Sociedad Patriótica el 21 de marzo de 1811, como opositora a la facción saavedrista mayoritaria de la Junta Grande, sus miembros utilizaron cintas azul-celestes y blancas como distintivo en sus sombreros o solapas para identificarse. El grupo se reunía en el café del catalán Pedro José Marco (Café de Marco) desde enero de 1811 y fue disuelto durante la Revolución del 5 y 6 de abril de 1811. En marzo de 1811 Saavedra hizo encarcelar a más de 80 jóvenes que utilizaban escarapelas celestes y blancas, ante el temor de que estallara una revolución. En el interrogatorio a que se los sometió se les preguntaba:

¿Qué sabe Ud. de la escarapela blanca y celeste?

El ayudante mayor Martín Rivero, perteneciente al Regimiento de América, declaró en un sumario por insubordinación contra el coronel del regimiento instruido el 11 de junio de 1811, que en febrero de 1811 aparecieron en Buenos Aires las escarapelas de “fondo celeste”.
El deán Gregorio Funes expresó:

Los miembros de la sociedad patriótica usaban como distintivo y bandera un lazo de cintas azul y blancas.
Circular a los pueblos, publicada en la Gaceta Extraordinaria de 15 de abril de 1811

## Oficialización de la escarapela a pedido de Belgrano

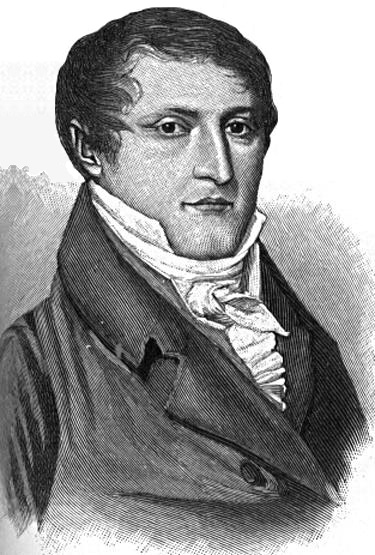
Manuel Belgrano.

Tras la caída de Saavedra y la asunción del Primer Triunvirato dominado por sus opositores, mediante una nota del 13 de febrero de 1812 Belgrano solicitó que se estableciera el uso de una escarapela nacional. Se fundaba en que había cuerpos del ejército que usaban escarapelas de distinto color a la roja oficial, y que era necesario uniformarlos a todos, puesto que defendían la misma causa, además de que el color rojo era el mismo que usaban los ejércitos realistas en sus cucardas:

Excmo. Señor,

Parece llegado el caso de que Vuestra Excelencia se sirva declarar la escarapela nacional que debemos usar, para que no se equivoque con la de nuestros enemigos, y no haya ocasiones que puedan sernos de perjuicio; y como por otra parte observo que hay cuerpos del ejército que la llevan diferente, de modo que casi sea una señal de división, cuyo nombre, si es posible, debe alejarse, como Vuestra Excelencia sabe, me tomo la libertad de exigir de Vuestra Excelencia la declaratoria que antes expuse. Dios guarde, etc.

Rosario, 13 de febrero de 1812.

Manuel Belgrano. Excmo. gobierno de las Provincias del Rio de la Plata.

El 18 de febrero de ese año, el Gobierno resolvió reconocer la Escarapela Nacional de las Provincias Unidas del Río de la Plata con los colores blanco y azul celeste, aboliendo la roja, por lo que Belgrano la adoptó el 23 de febrero de 1812:

El gobierno ha resuelto que se reconozca y se use por las tropas la Escarapela Nacional de las Provincias Unidas del Río de la Plata, que deberá componerse de dos colores, blanco y azul celeste, quedando abolida desde esta fecha la roja que antiguamente se distinguía.

Se emitió una circular:

DECRETO.

Sea la escarapela nacional de las Provincias Unidas del Rio de la Plata de color blanco y azul celeste, y comuniquese al gobernador intendente: circúlese igualmente á los generales, etc., etc. — Se circuló

El comandante del Ejército del Norte, general Juan Martín de Pueyrredón, acusó recibo con la nota en tono crítico:

Excmo. Señor,

Se hará notoria en el ejército de mi mando la superior orden de Vuestra Excelencia de 18 del anterior para que se use por las tropas de la patria la escarapela nacional de dos colores blanco y azul-celeste, quedando abolida la roja. Si le fuera permitido á mi experiencia, representaría con ella la impresión que producen nimias innovaciones en unos pueblos que aún no se hallan en estado de gustar de los síntomas de la independencia y se resienten de cualquiera inoportuna que conciben, en la jurada representación de Fernando VII, mucho más en circunstancias tan críticas de retrógrado y debilidad. Pero Vuestra Excelencia está más al alcance de lo que conviene desplegar, variar y promulgar, sin reducir por ahora los acuerdos y refrenar los discursos públicos al sumo objeto de la seguridad de la patria, y sin desmentir los principios de nuestra instalación con perjuicio de la opinión y crédito que influyen en los progresos del sistema. Dios, etc.

Campamento general de Yatasto, marzo 19 de 1812.